# Diocèse de Hallam
Le diocèse de Hallam (en latin : Dioecesis Hallamensis)  est un diocèse suffragant de l'archidiocèse de Liverpool en Angleterre, constitué en 1980, et appartenant à la province ecclésiastique de Liverpool. 

## Territoire
Le diocèse comprend l'ensemble de la ville de Sheffield et les villes environnantes de Rotherham, Doncaster, Barnsley, Chesterfield, le Peak District et les régions de Worksop et Retford.
Le siège de l'évêché, à Sheffield, se trouve à la cathédrale Sainte-Marie.
En 2023, le territoire est divisé en 52 paroisses, desservies par 16 diacres et 56 prêtres.

## Histoire

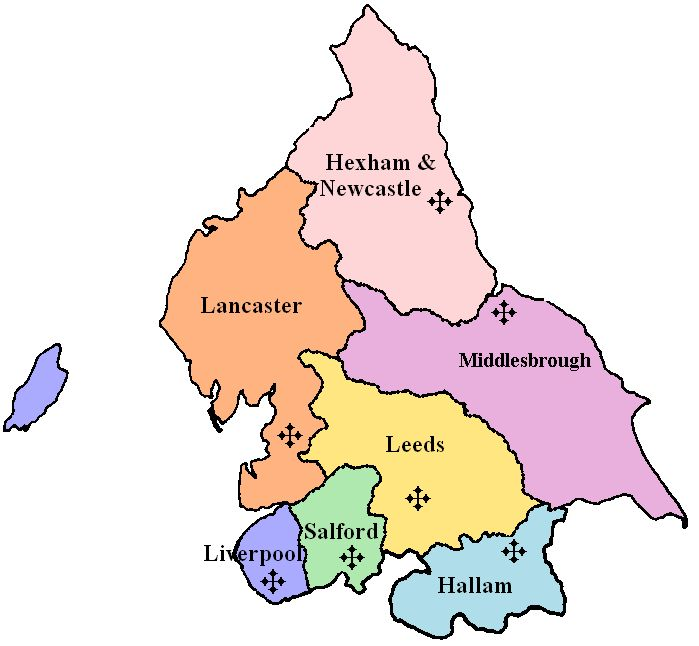
La province ecclésiastique de Liverpool.

Le diocèse a été érigé le 30 mai 1980 par la bulle Qui arcano Dei du pape Jean-Paul II, prenant son territoire des diocèses de Leeds et Nottingham.
Il n'a pas pris le nom de diocèse de Sheffield en raison des dispositions des lois de 1829 concernant les catholiques romains et interdisant la création de diocèses catholiques (ou de diocèses d'autres Églises) portant le même nom que des diocèses anglicans existants, étant donné qu'il existe déjà un diocèse anglican de Sheffield depuis 1914. 

## Évêques de Hallam
- 30 mai 1980 - 9 juillet 1996  : Gerald Moverley
- 4 juin 1997 - 20 mai 2014 : John Rawsthorne
- depuis le 20 mai 2014 : Ralph Heskett (en), C.Ss.R..